# Assassin's Creed: A Cruzada Secreta
Assassin's Creed: A Cruzada Secreta é um romance de fantasia histórica de 2011, escrito por Oliver Bowden, baseada no universo de Assassin's Creed. O livro é uma prequela à Assassin's Creed: Irmandade, retratando a vida de Altaïr Ibn-La'Ahad, protagonista do primeiro jogo da série.